# Método de entrega do projeto
Um método de entrega de projeto é um sistema utilizado por uma agência ou proprietário para organizar e financiar serviços de design, construção, operações e manutenção para uma estrutura ou instalação, através da celebração de acordos legais com uma ou mais entidades ou partes.

## Tipos
Os métodos comuns de entrega de projeto incluem:

### Design-Bid-Build(DBB) ouDesign-Award-Build(DAB)
No modelo tradicional de contratação de projetos de infraestrutura no setor público (DBB), o proprietário colabora com um arquiteto ou engenheiro para desenvolver documentos contratuais, incluindo plantas detalhadas e especificações. Com base nesses documentos, solicita propostas de empreiteiros e concede o contrato ao licitante mais responsivo e responsável. No entanto, nesta abordagem, o proprietário assume o gerenciamento completo e contrata separadamente os serviços de engenharia, aquisição de equipamentos e materiais, bem como a construção. Nesse formato, as empresas envolvidas não atuam de forma integrada. Após a conclusão da obra, a operação e manutenção ficam sob a responsabilidade exclusiva do proprietário. Embora os contratos DBB tenham a vantagem de iniciar o projeto com um relatório de viabilidade, levantamento de custos e projeto básico, o projeto executivo se desenvolve durante a construção. O risco maior recai sobre o proprietário do empreendimento. Ele precisa definir e executar as técnicas e procedimentos de engenharia de maneira integrada, visando a operacionalidade da planta de acordo com os requisitos do projeto. Isso inclui assegurar uma transição ordenada e segura do construtor para o operador, garantindo segurança, desempenho, confiabilidade e rastreabilidade das informações. O proprietário também é responsável pelo início das operações.  No entanto, há preocupações nesse modelo de contrato, como o tempo de implantação do empreendimento e a possibilidade de priorizar o menor preço, o que pode afetar a qualidade e resultar em custos mais elevados de manutenção e operação. Portanto, é crucial analisar os preços considerando todo o ciclo de vida da infraestrutura, incluindo custos operacionais e de manutenção.
Esse é o cenário comum de obras públicas licitadas no Brasil, conforme a Lei 8.666/1993, onde o critério de seleção geralmente é o menor preço.

#### DBB com gerenciamento de construção (DBB with CM)
DBB with CM é uma versão modificada da abordagem DBB. Com documentos contratuais parcialmente concluídos, o proprietário contrata um gerente de construção para atuar como agente. À medida que partes substanciais dos documentos são concluídas, o gerente de construção solicita propostas de subcontratados adequados. Isso permite que a construção prossiga mais rapidamente e permite que o proprietário compartilhe parte do risco inerente no projeto com o gerente de construção.

### Design-Build(DB) ouDesign-Construct(DC)
No DB, um proprietário desenvolve um plano conceitual para um projeto e, em seguida, solicita propostas de joint ventures de arquitetos e/ou engenheiros e construtores para o design e construção do projeto. Isso é uma alternativa ao modelo tradicional para projetos de infraestrutura pública que não envolve Financiamento Privado.

#### Design-Build-Operate-Maintain(DBOM)
O DBOM leva o DB um passo adiante, incluindo as operações e manutenção do projeto concluído no mesmo contrato original.

### Integrated Project Delivery(IPD)
IPD busca envolver todos os participantes (pessoas, sistemas, estruturas de negócios e práticas) em todas as fases de design, fabricação e construção, com o objetivo de melhorar a eficiência do projeto e reduzir o "desperdício" na entrega do projeto (ou seja, quaisquer processos que não adicionem valor diretamente ao produto final). o IPD está intimamente associada à filosofia da construção enxuta.

#### Job Order Contracting(JOC)
Uma forma de IPD especificamente para reparos, renovação, manutenção, sustentabilidade e construção nova "menor". Cada contrato de ordem de trabalho utiliza um Livro de Preços Unitários para precificar cada trabalho através de um contrato guarda-chuva de vários anos.

### Parceria Público-Privada (PPP, 3P ou P3)
Uma parceria público-privada é um acordo cooperativo entre uma ou mais entidades públicas (geralmente o proprietário) e outra entidade (geralmente do setor privado) para projetar, construir, financiar e, às vezes, operar e manter o projeto por um período específico em nome do proprietário. A mínima, a parceria público-privada refere-se à ideia de cooperação entre o setor público e o setor privado. Os seguintes modelos geralmente são usados para projetos de PPP, embora também sejam às vezes usados para projetos do setor privado:

#### Build-Finance(BF)
O ator privado constrói o ativo e financia o custo durante o período de construção; depois, a responsabilidade é transferida para a entidade pública. Em termos de risco e envolvimento do setor privado, esse modelo está novamente no extremo inferior do espectro para ambas as medidas.

#### Build-Operate-Transfer(BOT)
Build-Operate-Transfer representa uma integração completa da entrega do projeto: o mesmo contrato governa o design, construção, operações, manutenção e financiamento do projeto. Após um período de concessão, a instalação é transferida de volta ao proprietário.

#### Build–own–operate–transfer(BOOT)
Uma estrutura BOOT difere de BOT porque a entidade privada é proprietária das obras. Durante o período de concessão, a empresa privada possui e opera a instalação com o objetivo principal de recuperar os custos de investimento e manutenção e, ao mesmo tempo, tentar obter uma margem maior no projeto. BOOT tem sido usado em projetos como rodovias, estradas de transporte coletivo, transporte ferroviário e geração de energia.

#### Build–own–operate(BOO)
Em um projeto BOO, a propriedade do projeto geralmente permanece com a empresa do projeto, como uma rede de telefonia móvel. Portanto, a empresa privada obtém os benefícios de qualquer valor residual do projeto. Esse esquema é usado quando a vida física do projeto coincide com o período de concessão. Um esquema BOO envolve grandes quantias de financiamento e um longo período de retorno. Alguns exemplos de projetos BOO vêm de usinas de tratamento de água.

#### Build–lease–transfer(BLT)
Sob o BLT, uma entidade privada constrói um projeto completo e o aluga para o governo. Dessa forma, o controle sobre o projeto é transferido do proprietário do projeto para um locatário. Em outras palavras, a propriedade permanece com os acionistas, mas os fins operacionais são alugados. Após o vencimento do aluguel, a propriedade do ativo e a responsabilidade operacional são transferidas para o governo a um preço previamente acordado.

#### Design-Build-Finance-Maintain(DBFM)
O setor privado projeta, constrói e financia um ativo e fornece serviços de gerenciamento de instalações ou manutenção sob um acordo de longo prazo." O proprietário (geralmente o setor público) opera a instalação. Esse modelo está no meio do espectro de risco e envolvimento do setor privado.

#### Design–build–finance–maintain-operate(DBFMO)
DBFMO é um método de entrega de projeto muito semelhante ao BOT, exceto que não há transferência real de propriedade. Além disso, o contratante assume o risco de financiamento até o final do período do contrato. O proprietário assume então a responsabilidade pela manutenção e operação. Esse modelo é amplamente utilizado em projetos de infraestrutura específicos, como rodovias com pedágio. A empresa de construção privada é responsável pelo projeto e construção de uma peça de infraestrutura para o governo, que é o verdadeiro proprietário. Além disso, a entidade privada tem a responsabilidade de levantar financiamento durante a construção e o período de exploração. Geralmente, o setor público inicia pagamentos ao setor privado pelo uso do ativo após a construção. Esse é o modelo mais comumente usado na União Europeia, de acordo com o Tribunal de Contas Europeu.

#### Design–build–operate–transfer(DBOT)
Essa opção de financiamento é comum quando o cliente não tem conhecimento do que o projeto envolve. Portanto, o projeto é contratado a uma empresa para projetar, construir, operar e, em seguida, transferir. Exemplos de tais projetos são construções de refinarias.

#### Design–construct–manage–finance(DCMF)
Uma entidade privada é encarregada de projetar, construir, gerenciar e financiar uma instalação, com base nas especificações do governo. Os fluxos de caixa do projeto resultam do pagamento do governo pelo aluguel da instalação. Alguns exemplos do modelo DCMF são prisões ou hospitais públicos.

## Tendências na prevalência de métodos de entrega
Embora o DBB seja atualmente usado para a maioria dos projetos privados e a maioria dos projetos públicos, historicamente não tem sido o método de entrega predominante. Os mestres de obras dos séculos passados atuavam como designers e construtores tanto para clientes públicos quanto privados. Nos Estados Unidos, a Estrada de Postagem de Zane em Ohio e o IRT em Nova York foram originalmente desenvolvidos sob métodos de entrega mais integrados, assim como a maioria dos projetos de infraestrutura até 1933. O método IPD oferece um novo método de entrega para remover considerável desperdício do processo de construção, ao mesmo tempo que melhora a qualidade e volta a métodos mais colaborativos do passado. Na tentativa de auxiliar os profissionais do setor com a seleção de sistemas apropriados de entrega de projetos, pesquisadores em gerenciamento de construção prepararam um Modelo de Seleção de Método de Aquisição e Contrato, que pode ser usado para tomadas de decisão de alto nível para projetos de construção caso a caso.

## Diferenças conceituais entre os métodos de entrega
Existem duas variáveis-chave que explicam a maior parte da variação entre os métodos de entrega:
- A extensão da integração dos vários prestadores de serviços.
- A extensão em que o proprietário está financiando diretamente o projeto.

Quando os diversos prestadores de serviços são segmentados, o
proprietário tem mais controle, mas esse controle é custoso e não dá a cada provedor incentivo para otimizar sua contribuição para o próximo serviço. Quando há integração rigorosa entre os prestadores de serviços, cada etapa da entrega é realizada tendo em mente atividades futuras, resultando em economia de custos, mas limitando a influência do proprietário ao longo do projeto.
O financiamento direto do projeto pelo proprietário simplesmente significa que o proprietário paga diretamente os prestadores de serviços. No caso de uma instalação com uma corrente de receitas consistente, o financiamento indireto torna-se possível: em vez de ser pago pelo proprietário, os prestadores de serviços são pagos com a receita coletada da operação da instalação.
O financiamento indireto corre o risco de ser confundido com privatização. Embora os prestadores de serviços tenham uma concessão para operar e coletar receitas de uma instalação que construíram e financiaram, a estrutura em si continua sendo propriedade do proprietário (geralmente uma agência governamental no caso de infraestrutura pública).

### Nível de envolvimento privado
| Tipo                                          | Identifica Infraestrutura Necessária | Propõe Solução | Projeto       | Financiamento do Projeto | Construção    | Operação      | Manutenção    | Propriedade   | Concessão? |
| --------------------------------------------- | ------------------------------------ | -------------- | ------------- | ------------------------ | ------------- | ------------- | ------------- | ------------- | ---------- |
| Licitação – Construção (Bid-build)            | Setor Público                        | Setor Público  | Setor Público | Setor Público            | Setor Privado | Setor Público | Setor Público | Setor Público | Não        |
| DBB (Design–bid–build)                        | Setor Público                        | Setor Público  | Setor Privado | Setor Público            | Setor Privado | Setor Público | Setor Público | Setor Público | Não        |
| DB (Design–build)                             | Setor Público                        | Setor Público  | Setor Privado | Setor Público            | Setor Privado | Setor Público | Setor Público | Setor Público | Não        |
| DBF (Design–build–finance)                    | Setor Público                        | Setor Público  | Setor Privado | Setor Privado            | Setor Privado | Setor Público | Setor Público | Setor Público | Não        |
| DBOM (Design-build-operate-maintain)          | Setor Público                        | Setor Público  | Setor Privado | Setor Público            | Setor Privado | Setor Privado | Setor Privado | Setor Público | Temporária |
| DBFM (Design–build–finance–maintain)          | Setor Público                        | Setor Público  | Setor Privado | Setor Privado            | Setor Privado | Setor Público | Setor Privado | Setor Público | Não        |
| DBFO (Design–build–finance–operate)           | Setor Público                        | Setor Público  | Setor Privado | Setor Privado            | Setor Privado | Setor Privado | Setor Público | Setor Público | Não        |
| DBFMO (Design–build–finance–maintain–operate) | Setor Público                        | Setor Público  | Setor Privado | Setor Privado            | Setor Privado | Setor Privado | Setor Privado | Setor Público | Não        |
| BF (Build-finance)                            | Setor Público                        | Setor Público  | Setor Público | Setor Privado            | Setor Privado | Setor Público | Setor Público | Setor Público | Não        |
| Contrato de operação & manutenção             | Setor Público                        | Setor Público  | Setor Público | Setor Público            | Setor Público | Setor Privado | Setor Privado | Setor Público | Não        |
| BOT (Build-operate-transfer)                  | Setor Público                        | Setor Público  | Setor Privado | Setor Privado            | Setor Privado | Setor Privado | Setor Privado | Setor Público | Temporária |
| BLT (Build–lease–transfer)                    | Setor Público                        | Setor Público  | Setor Privado | Setor Privado            | Setor Privado | Setor Público | Setor Privado | Setor Privado | Temporária |
| BOOT (Build–own–operate–transfer)             | Setor Público                        | Setor Público  | Setor Privado | Setor Privado            | Setor Privado | Setor Privado | Setor Privado | Setor Privado | Temporária |
| BOO (Build–own–operate)                       | Setor Público                        | Setor Público  | Setor Privado | Setor Privado            | Setor Privado | Setor Privado | Setor Privado | Setor Privado | Sim        |
| Propostas Lideradas pelo Mercado              | Setor Privado                        | Setor Privado  | Setor Privado | Setor Privado            | Setor Privado | Setor Privado | Setor Privado | Setor Público | Não        |